# 대세르비아
대세르비아(세르비아어: Велика Србија)는 세르비아의 강경파 민족주의자들이 주장한 실지회복주의 개념이다.
대 세르비아 이데올로기는 슬로베니아와 크로아티아 일부를 제외한 구 유고슬라비아 전체를 포함하여 현대 세르비아를 제외한 다양한 영토에 대한 주장을 포함한다. 역사가 요조 토마세비치(Jozo Tomasevich)에 따르면, 일부 역사적 형태에서 대세르비아인의 열망에는 알바니아, 불가리아, 헝가리, 루마니아의 일부도 포함된다. 그에 대한 영감은 오스만 제국의 발칸 반도 정복 이전에 14세기 남동부 유럽에 존재했던 상대적으로 큰 세르비아 제국의 한때 존재에서 비롯되었다.

## 같이 보기
- 대알바니아
- 대크로아티아